# 鶴見 (横浜市)
鶴見（つるみ）は、神奈川県横浜市鶴見区の町名。現行行政地名は鶴見一丁目及び鶴見二丁目。住居表示実施済み区域。1980年（昭和55年）7月28日に廃止された鶴見町（つるみちょう）についてもこの項で述べる。

## 地理
鶴見区中部、JR京浜東北線鶴見駅南西の丘陵地帯に位置する。北から北東にかけて主要地方道鶴見駅三ツ沢線を挟み寺谷一丁目および豊岡町、南東はJR鶴見線・東海道本線の線路を挟み鶴見中央五丁目および生麦五丁目に接し、南部の花月園跡は岸谷三・四丁目に囲まれる。西の一角は東寺尾東台が入り組み、北西は東寺尾中台に接する。町の南部約1/3が一丁目、北部2/3が二丁目となる。区役所をはじめとする官公庁や商店街など鶴見区の中枢は、主に隣接する鶴見中央にあり、区の中枢ではない。
一丁目には、1087年に真言宗東福寺が開創。1914年（大正3年）には東福寺の敷地に花月園遊園地が開園。1946年（昭和21年）11月に遊園地が閉園となったあと1950年5月に花月園競輪場がオープンしたが、2010年に競輪場としての運営を終了。跡地は、隣接する岸谷四丁目のJFEスチール社宅跡とともに、防災公園および住宅地として再開発される。
1575年（天正3年）に鶴見区寺尾にて開創した曹洞宗成願寺は、元和年間(1615年～1623年)に現在の鶴見二丁目に移転した。石川県輪島市にあった曹洞宗大本山總持寺は1898年（明治31年）に火災により焼失。これを機に交通の便の良い関東に移ることになり、同じ曹洞宗の成願寺の敷地が選ばれた。總持寺は1911年に現在地に移転。成願寺はその東隣の豊岡町に移転した。鶴見臨港鉄道（現 JR鶴見線）には1930年から1942年にかけて本山駅が設けられ、参詣客でにぎわったが、鉄道の拡幅工事などで門前町らしい街並みは失われている。總持寺の周囲には、学校法人総持学園による鶴見大学と短期大学部、附属中学校・高等学校、附属三松幼稚園および鶴見大学歯学部附属病院がある。

### 面積
面積は以下の通りである。
| 丁目       | 面積（km²） |
| ---------- | ----------- |
| 鶴見一丁目 | 0.174       |
| 鶴見二丁目 | 0.334       |
| 計         | 0.508       |

### 地価
住宅地の地価は、2025年（令和7年）1月1日の公示地価によれば、鶴見1-7-19の地点で34万8000円/m²となっている。

## 歴史
「鶴見」の名は鎌倉時代から室町時代にかけて「鶴見郷」の郷名に見られ、大山郷の別名を持つ。地名学では「ツル」は河川の周囲、「ミ」は出入り変曲した地形に対し「～の周り」を意味する接尾語として使われる。鳥類のツルとは直接の関係はないと考えられている。江戸時代に橘樹郡鶴見村が成立する。天保郷帳によると石高は655石余り、『新編武蔵風土記稿』によると江戸から5里あまり、東西9町余り、南北11町ほどで家数は120件であった。
1889年（明治22年）4月1日に、鶴見村は生麦村、東寺尾村および馬場村の一部と合併して生見尾村となり、鶴見はその大字となる。生見尾村は1921年（大正10年）4月1日の町制施行の際に鶴見町となる。この頃は都市近郊の農地で「ツルミの赤茄子」と呼ばれるトマトが栽培されていた。1927年（昭和2年）4月1日に橘樹郡鶴見町は横浜市に編入、同年10月1日には区制施行により横浜市鶴見区の町名、鶴見区鶴見町となる。1972年6月5日に、鶴見町の一部から鶴見一・二丁目が新設され、同時に住居表示が実施された。

### 鶴見区鶴見町の町域の変遷
横浜市に編入されてから耕地整理などにより数度にわたり、鶴見町は周辺の町と境界を変更している。1928年3月15日に上末吉町および市場町に鶴見町の町域の一部を編入。1929年には東寺尾町と境界を変更するとともに馬場町の一部を編入。1936年には生麦町と境界を変更するとともに東寺尾町の一部を編入。鶴見町の一部を1937年に下末吉町、1939年に北寺尾町・東寺尾町に編入。1959年に鶴見町の一部を東寺尾町に編入、翌年には東寺尾町の一部を鶴見町に編入した。1967年5月1日に鶴見町の一部が生麦五丁目となり、生麦町の一部を編入。1969年6月1日に鶴見町の一部が下末吉一・二丁目となり、下末吉町の一部を編入。1972年6月5日に鶴見町の一部から鶴見一・二丁目、寺谷一・二丁目、東寺尾東台、諏訪坂を新設。1979年7月23日には佃野町と豊岡町を新設。残りの町域は1980年7月28日に鶴見中央一～五丁目となり、町名としての鶴見町は消滅した。

## 世帯数と人口
2025年（令和7年）6月30日現在（横浜市発表）の世帯数と人口は以下の通りである。
| 丁目       | 世帯数    | 人口    |
| ---------- | --------- | ------- |
| 鶴見一丁目 | 1,165世帯 | 2,317人 |
| 鶴見二丁目 | 560世帯   | 879人   |
| 計         | 1,725世帯 | 3,196人 |

### 人口の変遷
国勢調査による人口の推移。
| 年                 | 人口  |
| ------------------ | ----- |
| 1995年（平成7年）  | 2,890 |
| 2000年（平成12年） | 3,010 |
| 2005年（平成17年） | 3,106 |
| 2010年（平成22年） | 3,581 |
| 2015年（平成27年） | 3,634 |
| 2020年（令和2年）  | 3,490 |

### 世帯数の変遷
国勢調査による世帯数の推移。
| 年                 | 世帯数 |
| ------------------ | ------ |
| 1995年（平成7年）  | 1,477  |
| 2000年（平成12年） | 1,580  |
| 2005年（平成17年） | 1,715  |
| 2010年（平成22年） | 1,905  |
| 2015年（平成27年） | 1,873  |
| 2020年（令和2年）  | 1,866  |

## 学区
市立小・中学校に通う場合、学区は以下の通りとなる（2024年11月時点）。
| 丁目       | 番地                                                                                 | 小学校             | 中学校             |
| ---------- | ------------------------------------------------------------------------------------ | ------------------ | ------------------ |
| 鶴見一丁目 | 4番35号(パラシオン鶴見)                                                              | 横浜市立豊岡小学校 | 横浜市立鶴見中学校 |
| 鶴見一丁目 | 5番〜6番25号 6番27〜33号 6番43号                                                     | 横浜市立東台小学校 | 横浜市立寺尾中学校 |
| 鶴見一丁目 | 1番〜4番34号 4番35号（パラシオン鶴見を除く） 4番36号〜最終号 6番26・34〜36号 7〜13番 | 横浜市立東台小学校 | 横浜市立鶴見中学校 |
| 鶴見二丁目 | 1番                                                                                  | 横浜市立豊岡小学校 | 横浜市立鶴見中学校 |
| 鶴見二丁目 | 2番、3番                                                                             | 横浜市立東台小学校 | 横浜市立寺尾中学校 |

## 事業所
2021年（令和3年）現在の経済センサス調査による事業所数と従業員数は以下の通りである。
| 丁目       | 事業所数 | 従業員数 |
| ---------- | -------- | -------- |
| 鶴見一丁目 | 23事業所 | 269人    |
| 鶴見二丁目 | 24事業所 | 1,368人  |
| 計         | 47事業所 | 1,637人  |

### 事業者数の変遷
経済センサスによる事業所数の推移。
| 年                 | 事業者数 |
| ------------------ | -------- |
| 2016年（平成28年） | 48       |
| 2021年（令和3年）  | 47       |

### 従業員数の変遷
経済センサスによる従業員数の推移。
| 年                 | 従業員数 |
| ------------------ | -------- |
| 2016年（平成28年） | 1,276    |
| 2021年（令和3年）  | 1,637    |

## その他

### 日本郵便
- 郵便番号 : 230-0063[3]（集配局：鶴見郵便局[37]）

### 警察
町内の警察の管轄区域は以下の通りである。
| 丁目       | 番・番地等 | 警察署     | 交番・駐在所   |
| ---------- | ---------- | ---------- | -------------- |
| 鶴見一丁目 | 全域       | 鶴見警察署 | 鶴見駅西口交番 |
| 鶴見二丁目 | 全域       | 鶴見警察署 | 鶴見駅西口交番 |